# 曹曰瑋
曹曰瑋（1655年—？），字繼武，江南貴池人。清朝康熙年間人，随父曹光国寄籍燕都順天府，形意拳第二世，生平事蹟不多，為形意拳發展史的重要人物。

## 生平
形意拳始祖姬際可弟子。生於康熙四年（1655年），1693年考中武狀元 ，連捷三元。並擔任陝西靖遠總鎮都督。後來因仕途失意而退隱。返鄉途中，經山西途中遇見戴龍邦，並得到戴的接濟和招待，經過多番的查察，認可戴的天賦和品德，曹繼武便把心意六合拳術授於戴龍邦。
曹繼武於清乾隆年間（一說康熙四十五年）逝世。

## 家庭
- 父：曹光国
- 兄：曹曰瑛